# Pont de l'Université
Le pont de l'Université ex pont des Facultés, est un pont de France situé à Lyon et franchissant le Rhône. 

## Situation et description
Ce pont relie le quai du Docteur-Gailleton et le quai Claude-Bernard. Long de 267,50 m pour 20 m de large, est constitué de trois arches métalliques fondues à Longwy et reposant sur des piles en pierres de Porcieu-Amblagnieu.

## Histoire
Il fut construit à l'emplacement d'un ancien bac pour desservir les bâtiments universitaires érigés entre 1876 et 1898. Lors de son inauguration en 1903, l'ouvrage fut baptisé pont des Facultés, mais il fut rapidement renommé pont de l'Université. Sa conception est l'œuvre des ingénieurs Jean Résal, Paul Hinnovait et Ernest Fabrègue et sa construction a été réalisée par la Société des Forges de Franche-Comté.
Son arche centrale est dynamité par les Allemands le 2 septembre 1944, comme celles d'une vingtaine de ponts et passerelles de Lyon ; une passerelle et un pont provisoire sont posés sur l'arche effondrée ;  le pont sera définitivement rouvert en 1947. L'éclairage par lampadaires est d'origine. Les balustrades en fonte sont du Lyonnais Claude-François Labranche et de E.Capitain-Gény, maître de forges à Bussy en Haute-Marne.   